# YANUSHI EP
『YANUSHI EP』（やぬし・イーピー）は、家主の1枚目のミニ・アルバム。2019年3月よりライブ会場で発売。

## 収録曲
1. ジッカ
2. カッタリー
3. 生活の礎
4. Cheater